# Рубель, Полина Валентиновна
Полина Валентиновна Рубель (Крупская) (род. 28 июня 1986) — российская спортсменка, выступающая в соревнованиях по самбо и вольной борьбе, чемпионка и призёр чемпионатов России и Европы по самбо, бронзовый призёр чемпионата России по пляжному самбо 2022 года, чемпионка мира по самбо, мастер спорта России международного класса по самбо.

## Спортивные достижения
- Чемпионат России по самбо среди женщин 2007 года — ;
- Чемпионат России по самбо среди женщин 2009 года — ;
- Чемпионат России по женской борьбе 2009 года — ;
- Чемпионат России по самбо среди женщин 2011 года — ;
- Чемпионат России по самбо 2016 года — ;
- Чемпионат России по пляжному самбо 2021 — ;
- Чемпионат России по пляжному самбо 2022 — ;
- Чемпионат России по пляжному самбо 2023 — ;